# Tiruvannamalai (huyện)
Huyện Tiruvannamalai là một huyện thuộc bang Tamil Nadu, Ấn Độ. Thủ phủ huyện Tiruvannamalai đóng ở Tiruvannamalai. Huyện Tiruvannamalai có diện tích 6191 ki lô mét vuông. Đến thời điểm năm 2001, huyện Tiruvannamalai có dân số 2181853 người.